# Tratado de Aranjuez (1797)
El tratado de Aranjuez de 1797 fue firmado entre España y la República Bátava.
Manuel Godoy, ministro de Carlos IV de España, y Jean Valckenaer, comisionado por la república de Batavia, ajustaron el acuerdo el 31 de marzo de 1797 en el Real Sitio y Villa de Aranjuez.

## Términos del Tratado
Según los términos del tratado, España enviaría 1.200 soldados valones de infantería, que partiendo del puerto de Cádiz a bordo de cuatro fragatas españolas, marcharían a la colonia holandesa de Surinam para participar en la defensa de ésta.  

### Gastos
Los gastos e intendencia de la expedición, desde el momento de su partida, correrían por cuenta de la república de Batavia.
El tratado fue ratificado en Madrid el 28 de agosto del mismo año.